# Z 5
Z 5 Express byl střední osobní automobil vyráběný v letech 1935–1936 firmou Československá zbrojovka, akciová společnost, Brno. Vůz byl vybaven čtyřválcovým dvoutaktním motorem, pohánějícím přední kola. Byl to největší a nejluxusnější vůz značky. Celkem vzniklo 357 vozů.

## Vznik a výroba
V polovině 30. let vyráběla brněnská zbrojovka vůz Z 4, automobil nižší střední třídy s dvoutaktním, dvouválcovým motorem a pohonem předních kol. Pro majetnější zákazníky chtěla firma nabídnout větší a luxusnější vůz. S jeho vývojem započala již roku 1933 a původně jej měl pohánět čtyřtaktní čtyřválec SV objemu 2,0 l. Definitivní podoba vozu se však veřejnosti představila teprve v říjnu 1935 na XXV. pražském autosalonu. Byl to první československý vůz s předním náhonem poháněný dvoudobým motorem o čtyřech válcích. Z 5 Express byl vyvinut pod vedením šéfa výroby Ing. Antonína Voženílka a šéfkonstruktéra Bořivoje Odstrčila. Ti byli odpovědni již za předcházející modely Z 4 a Z 6.[zdroj?]
Vůz Z 5 "Express" byl koncepčně shodný s menším typem Z 4, byl však větší a dostal čtyřválcový dvoutaktní motor objemu 1,5 l, vzniklý zdvojením dvouválce ze souběžně vyráběného lidového typu Z 6 (od jara 1935). Novinkou byly hydraulické brzdy na všech kolech. Sériová výroba probíhala od podzimu 1935 do října 1936, kdy byla výroba automobilů ve Zbrojovce Brno rozhodnutím MNO ukončena z důvodu soustředění výrobní kapacity na zbrojní program. Poslední vozy Z 5 byly smontovány ze skladových zásob roku 1937. Celkem vzniklo 357 kusů ve dvou výrobních sériích.
V roce 1935 se Z 5 Express prodával s aerodynamickou čtyřsedadlovou karoserií tudor za 37 500 – 39 500 Kč. Luxusní čtyřmístný dvoudvéřový kabriolet s koženým čalouněním se nabízel od 46 000 Kč výše.

## Sportovní úspěchy
S tímto luxusním automobilem se Zbrojovka až na výjimky nezúčastňovala soutěží ani závodů na okruzích či do vrchu. Bylo však možné se s ním setkat na soutěžích elegance. Soutěže elegance 15.-16. srpna 1936 v Lázních Luhačovice se zúčastnil s kabrioletem Z 5 Express Karel Vlašín, tovární jezdec Zbrojovky. Na těchto Automobilových dnech se zúčastnilo Soutěže elegance na 45 automobilů. Žlutou stuhu v kategorii vozů do ceny 43 000 Kč získaly pro Z 5 Express Čs. Zbrojovka z Brna pro automobil Z 5 Express, v kategorii uzavřených vozů speciální výroby červenou stuhu Fr. Jergl z Brna a v uzavřených vozech sériové výroby s cenou přes 45 000 Kč opět Karel Vlašín startující za Čs. Zbrojovku. II. soutěž krásných automobilů v Poděbradech se uskutečnila koncem září 1936 a nejvyšší vyznamenání, zlatý věnec a modrou stuhou za zvláštní uznání krásy obdržel i vůz Z 5 s karoserií Plachý, se kterým přijela p. Jirásková za Čs. Zbrojovku.
O rok později (1937) se soutěže v Luhačovicích účastnilo i několik soukromých jezdců. XI. automobilové dny připravil Čs. Autoklub Moravy-Slezska (ČAMS) a cílová jízda přilákala na 140 účastníků, byť ve vlastní soutěži elegance se účastnila asi třetina účastníků. V neděli 15. srpna totiž nepanovalo vlídné počasí - pršelo, občas i bouřilo. Podle rozhodnutí jury byli mj. oceněni jezdci z Brna na vozech Z 5 Express, J. Klein, J. Pochyla a V. Kleinová. Kromě toho byly zvláštními čestnými cenami vyznamenány vozy Tatra 77, Z 5, Aero 50, Praga Lady a Škoda Popular. V roce 1937 (12.-19. září) se ještě tým zetek s vozy Z 5 Express objevil ve víceméně propagační jízdě státy Malé dohody – ale bez zvláštního úspěchu. Vlašín a Lukáš obsadili 18. resp. 20 místo a automobilový tým Z skončil jako třetí.
Velkým příznivcem automobilů "Zetka" byl Vlasta Burian, ten ovšem preferoval typ Z 4. Ministerský předseda, armádní generál Alois Eliáš vlastnil limuzínu Z 5 Express. Tento vůz je exponátem v Národním technickém muzeu v Praze. Další Z 5 Express jsou vystaveny v Technickém muzeu Brno (tudor) a roadster v Muzeu historických automobilů (Veteran Arena) v Olomouci.

## Technický popis

### Motor a převodovka

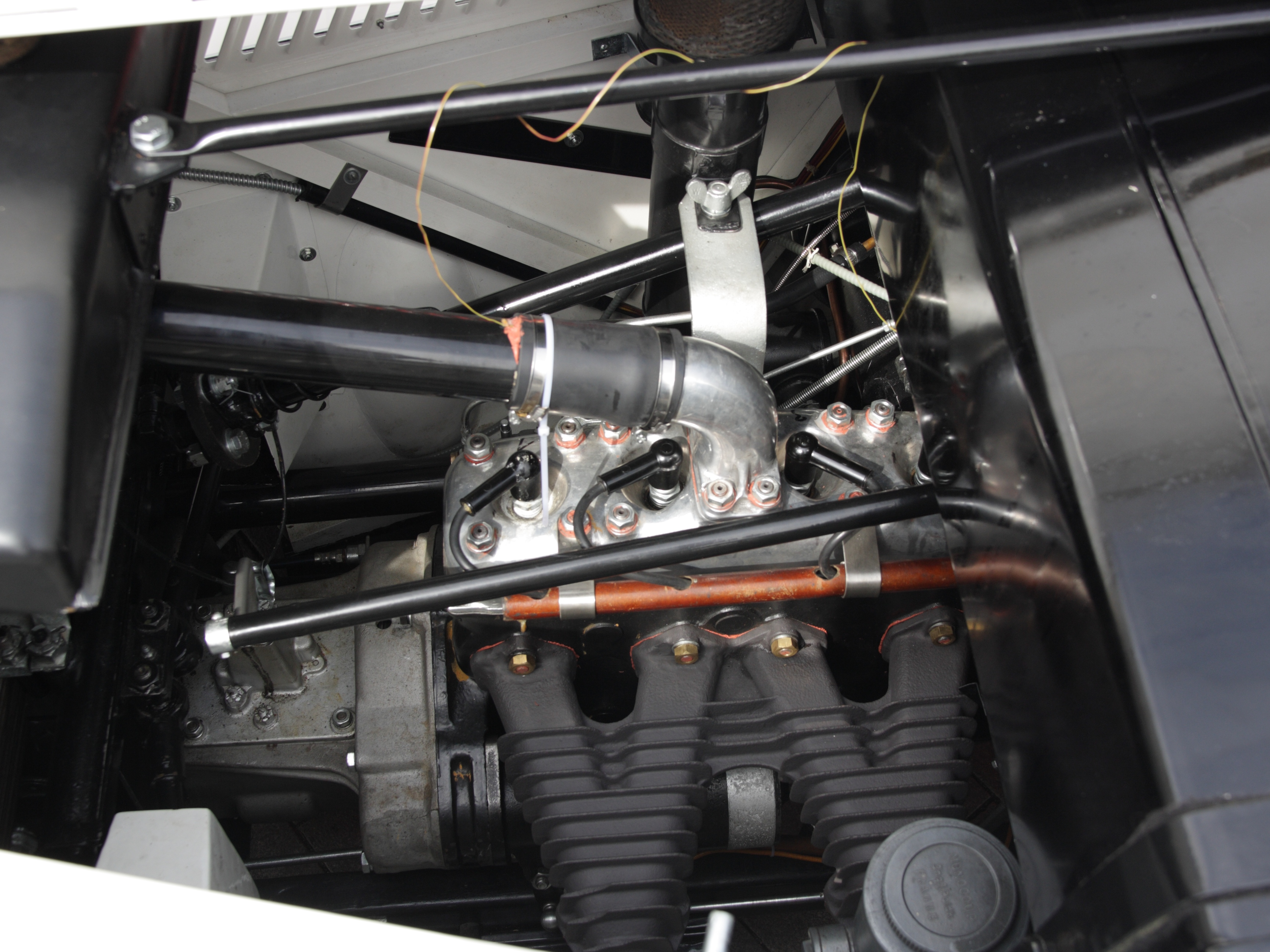
Z 5, motorový prostor vozu

Vůz Z 5 pohání řadový, vodou chlazený dvoudobý zážehový čtyřválec. Motor měl zdvihový objem 1467 cm³ (vrtání válců ø 72 mm x zdvih 90 mm) a dosahuje nejvyšší výkon 29,5 kW (40 k) při 3200 ot./min. Motor vznikl spojením dvou dvouválců z typu Z 6 Hurvínek. Přípravu palivové směsi zajišťují dva karburátory Zenith 30 VEH. Motor je opatřen akumulátorovým zapalováním, elektrická instalace pracuje s napětím 6 V. Chlazení motoru bylo termosifonové, bez čerpadla a ventilátoru.
Motor je uložen za přední nápravou, před ním se směrem dopředu nacházela třístupňová převodovka a rozvodovka s diferenciálem. Spojka je suchá, jednokotoučová. Motor a převodovka tvoří montážní celek. Do nádrže umístěné vpředu pod kapotou bylo možné natankovat 45 l paliva. Spotřeba paliva se pohybovala v rozmezí 11-13 l/100 km.

### Podvozek a karosérie
Základem podvozku (délka 4070 mm) byl tuhý obdélníkový rám svařený ze čtyřhranných ocelových U profilů (Jäckl) s mohutnými příčkami, který byl v podstatě převzat z typu Z 4 (avšak zesílen). Vzadu v partii před zadní nápravou byla mezi nosníky vsazena vana pro akumulátorovou baterii. Kola jsou zavěšena na nezávislých lichoběžníkových polonápravách, tvořených příčným spodním ramenem a spojených nahoře příčným listovým pérem. Obě tyto poloosy byly kované. Podvozek měl centrální mazání. Odpružení příčnými péry je opatřeno kapalinovými tlumiči. Řízení je hřebenové, ozubenou tyčí s pastorkem a bylo umístěno vpravo. Hydraulické brzdy ATE Lockheed jsou na všech čtyřech kolech. Ruční brzda byla mechanická, lanová a působila pouze na zadní kola. Kola jsou ocelová paprsková a opatřená pneumatikami rozměru 5,25-5,50×16". Motor byl k podvozku připevněn na pružných silentblocích. Díky velkému rozvoru (téměř 2900 mm) byly vozy pohodlné i na nepříliš kvalitních vozovkách.
Příslušenství dodala firma Magneton, chromované světlomety, zadní osvětlení na blatnících a osvětlení přístrojové desky zase novojičínská firma J.Rotter. Do výbavy dále patřily mj. ruční i elektrická houkačka, dvojitý stírač, elektrické ukazatele směru, popelníky, věšáky, stropní svítilna. Zadní boční okénka lze vyklápět, dveřní stahovat a čelní sklo bylo nerozbitné. Vyšší stupně výbavy byly spíše obvyklé u kabrioletů a roadsterů stavěných externími karosárnami.
Karoserie vozu byla smíšené konstrukce, s dřevěnou kostrou, pobíjenou předlisovanými plechovými panely. Vozy byly dodávány s tovární karosérií dvoudveřový sedan (tudor) a mimo továrnu stavěnými modely: speciální čtyřdveřová limuzína, dvou- nebo čtyřmístný kabriolet a dvousedadlový luxusní roadster. Ty byly zhotovovány u externích karosářských firem. Zakázkové automobily byly vyráběny jak v karosárně Dostál, značkové opravny Zbrojovky v Praze Vršovicích, v ulici U seřadiště (dnes zde sídlí AUTOCENTRUM Dojáček), tak renomovanou vysokomýtskou karosárnou Sodomka a také v brněnské karosárně Plachý.

## Galerie

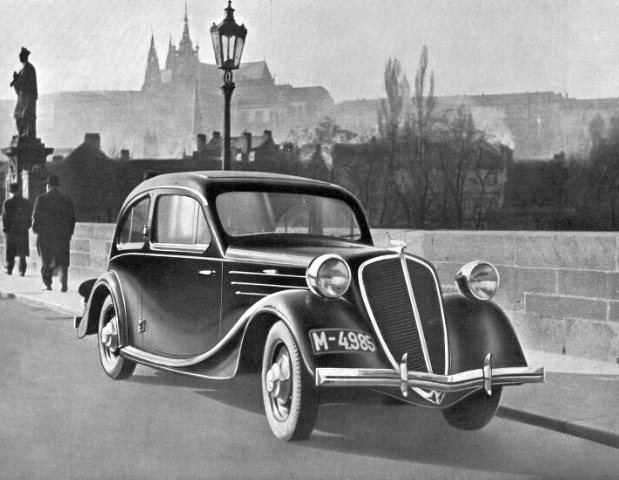
Z 5 Express, limuzína-tudor (1936)
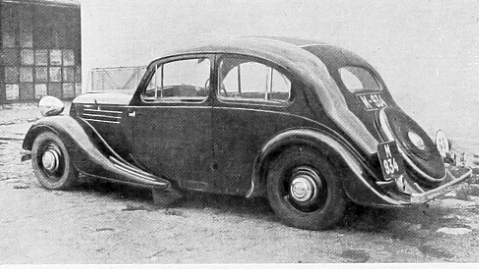
Z 5 Express (1935)
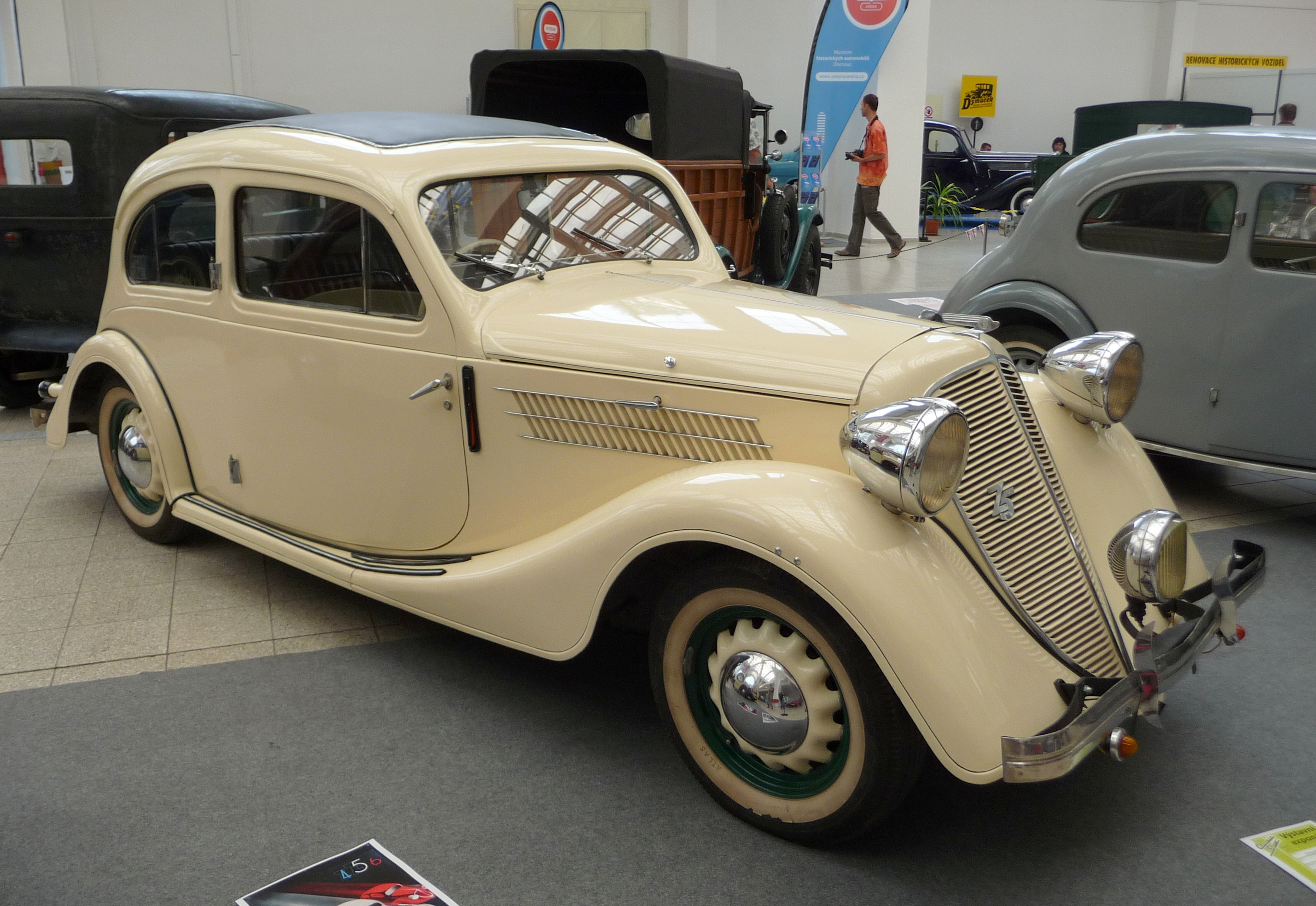
Zbrojovka Z 5 Express, Classic Show (Brno 2011)
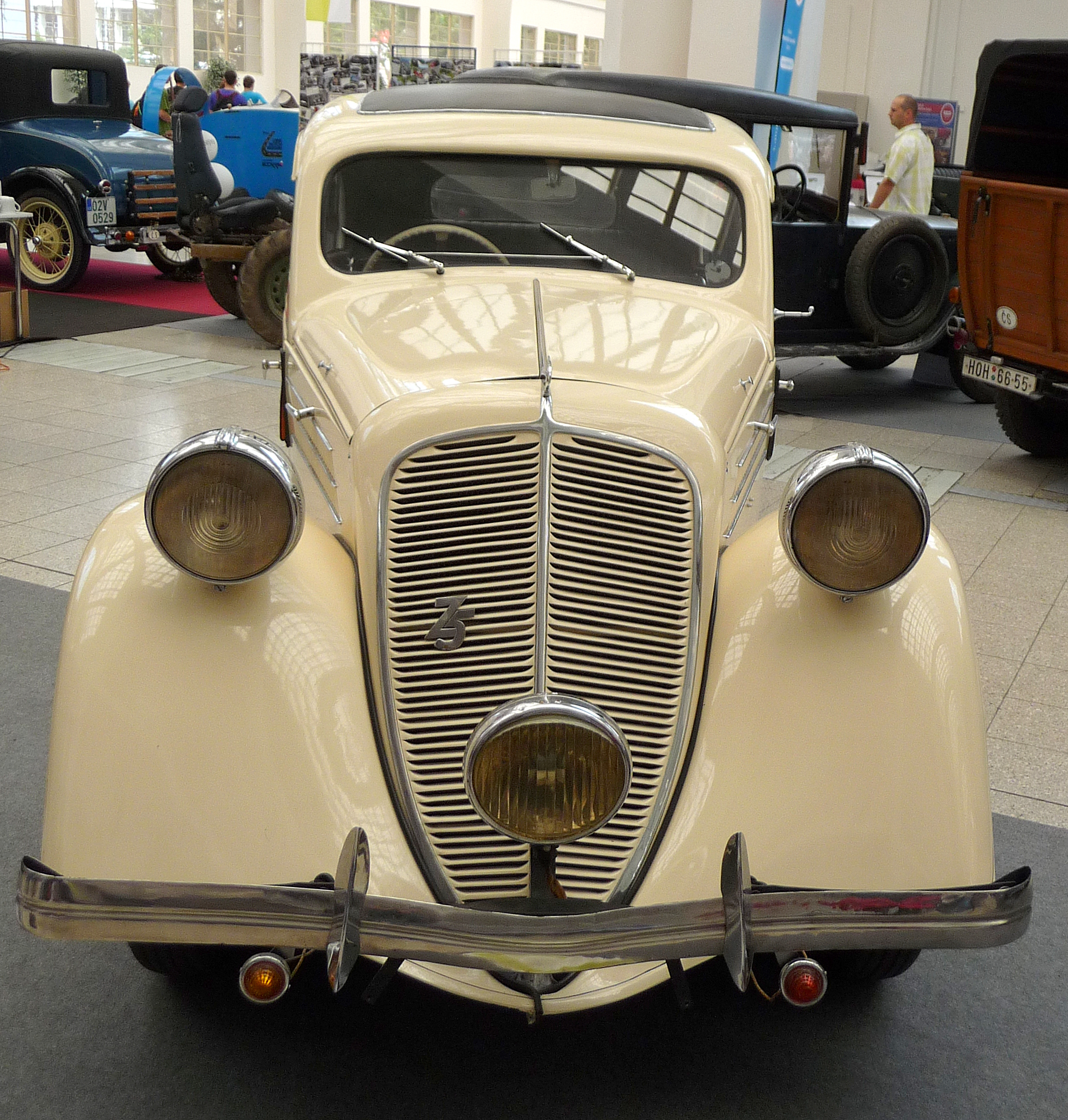
Z 5 Express na Classic Show Brno 2011
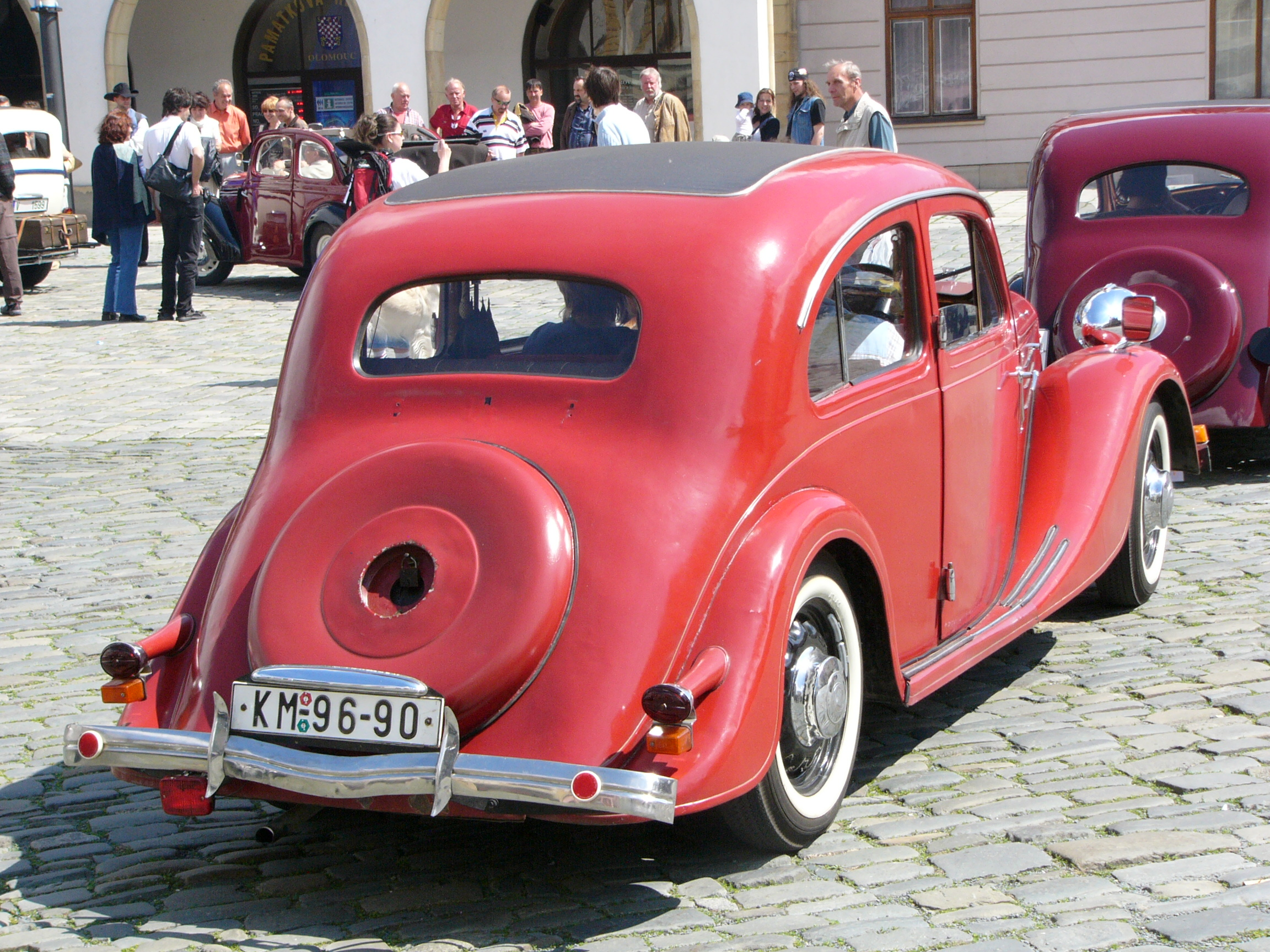
Zbrojovka Z 5 Express, zadní pohled
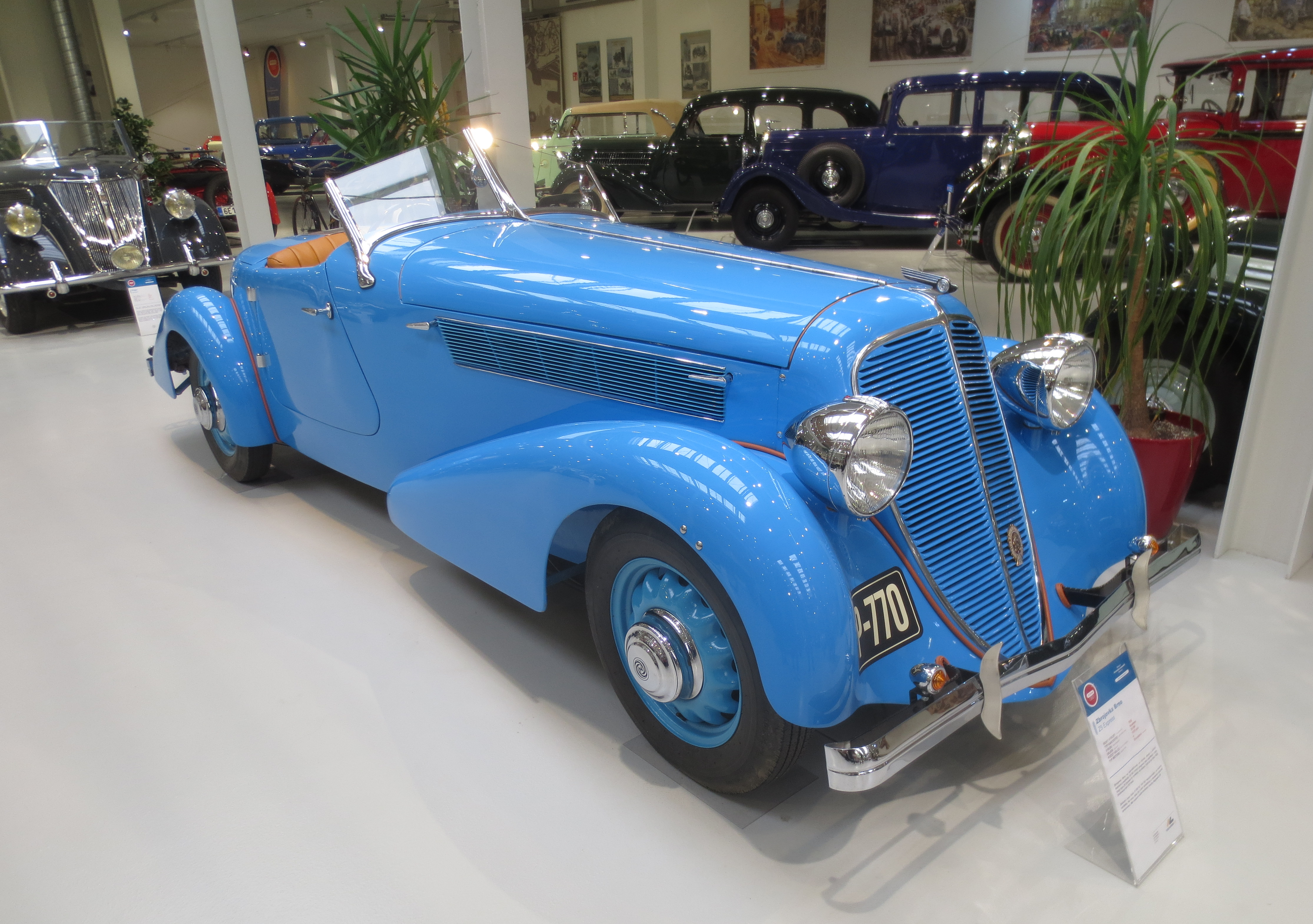
Zbrojovka Z 5 Express, roadster (1936), Veteran Arena Olomouc (2021)
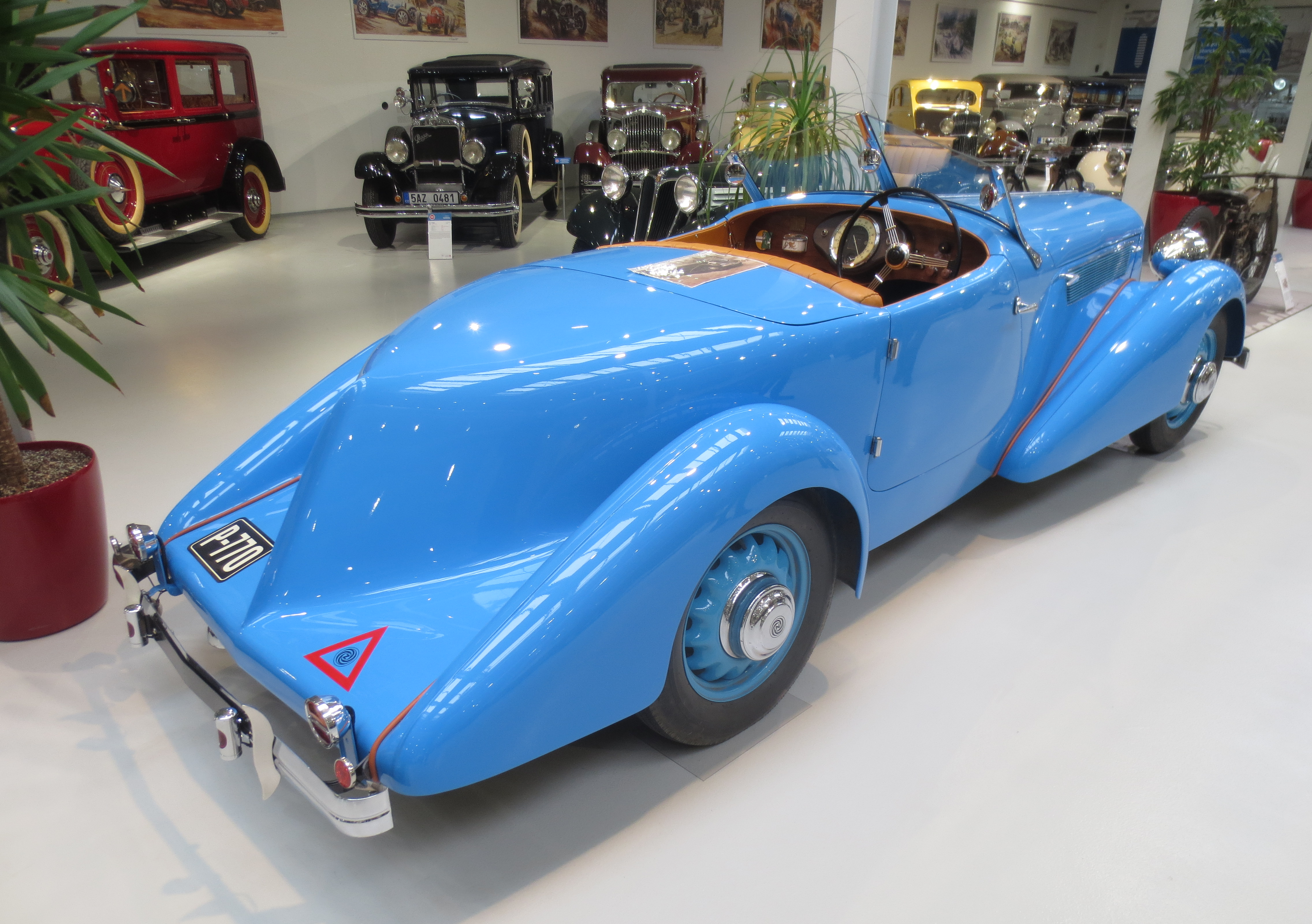
Zbrojovka Z 5 Express, roadster s elegantní zádí vozu (1936)